# GAZ Wołga Siber
GAZ Wołga Siber (ros. ГАЗ Волга Сайбер, ang. GAZ Volga Siber) - samochód osobowy klasy średniej produkowany przez rosyjski koncern GAZ pod marką GAZ Wołga w latach 2008 - 2010 na licencji Chryslera Sebringa oraz Dodgea Stratusa. Pojazd po raz pierwszy zaprezentowano podczas MosIAS Auto Show w Moskwie 29 sierpnia 2007 roku.

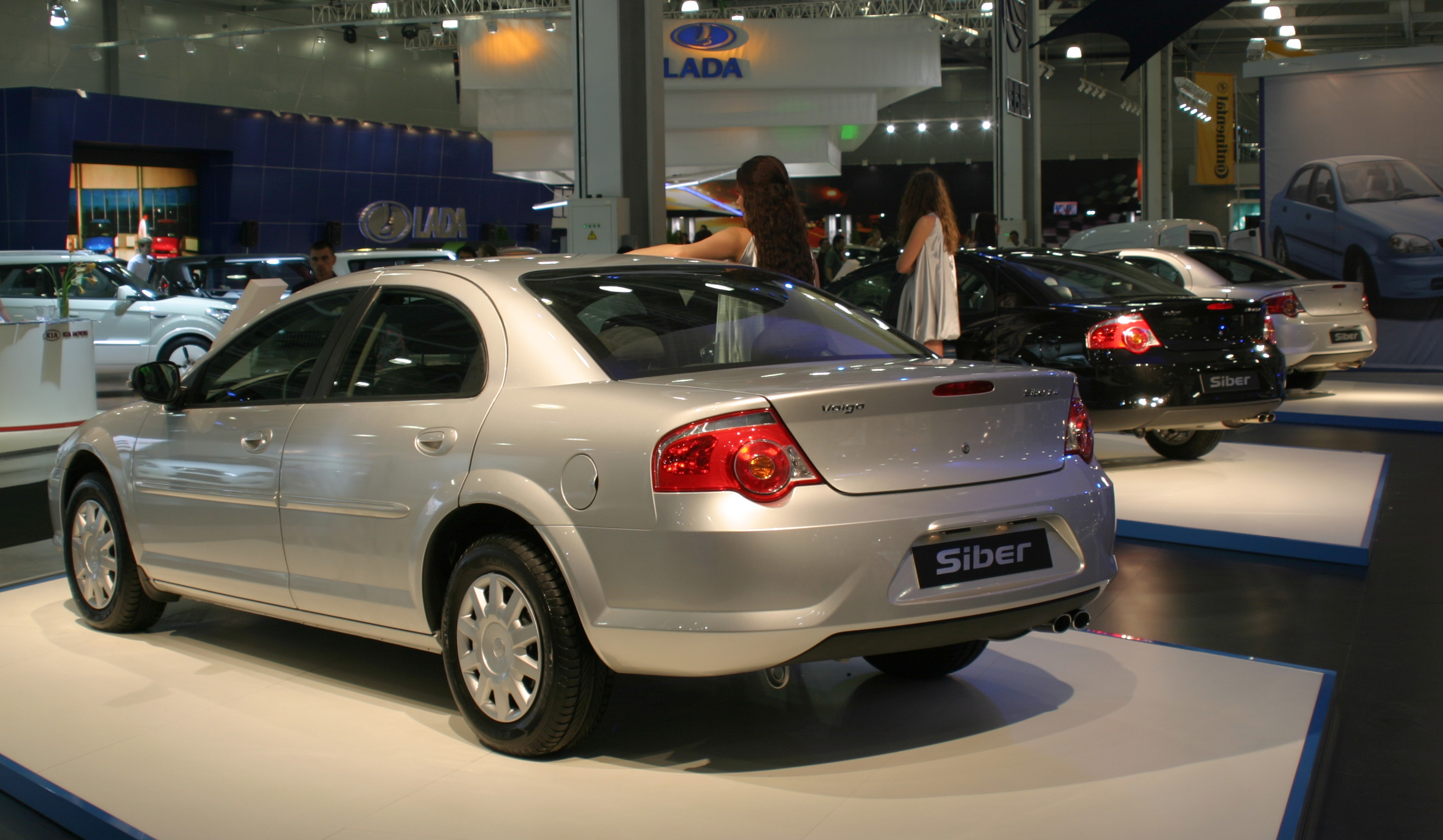
Tył GAZ Wołga Siber

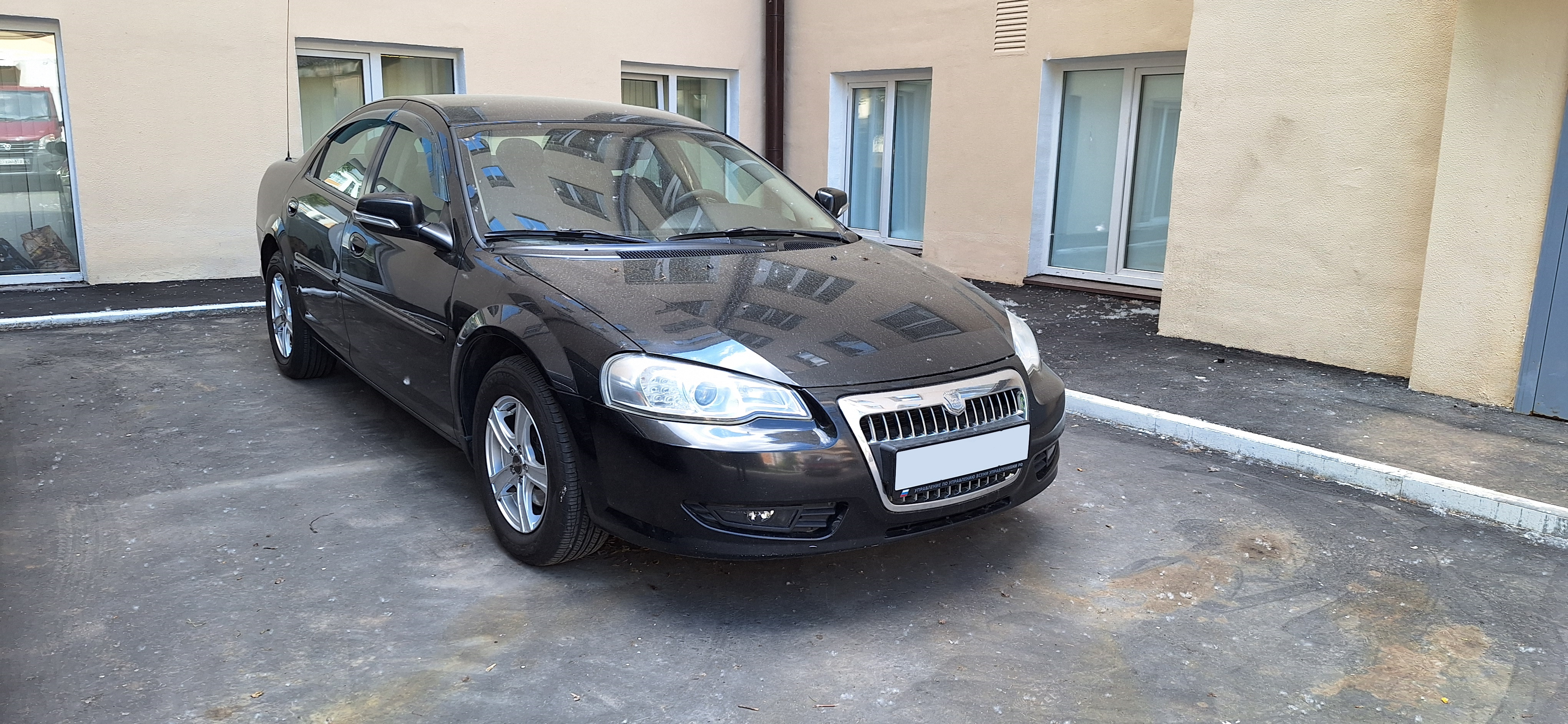

Ciągły spadek sprzedaży oferowanych przez firmę GAZ samochodów osobowych GAZ-31105 Wołga i GAZ-3102 Wołga oraz wysokie koszty samodzielnego skonstruowania i wdrożenia do produkcji następcy legendarnej serii modelowej Wołga, skłoniły kierownictwo grupy GAZ do zakupu licencji od firmy zewnętrznej. Ostatecznie w kwietniu 2006 roku zdecydowano o zakupie za 100 mln dolarów praw do produkcji nowego modelu od amerykańskiego koncernu Chrysler, który zaoferował wycofywany z produkcji w 2006 roku samochód Chrysler Sebring/Dodge Stratus. Oprócz praw do produkcji umowa zawarta między firmami Chrysler i GAZ przewidywała sprzedaż wszystkich maszyn potrzebnych do produkcji nowego modelu rosyjskiej marki. 
28 marca 2008 roku po prawie dwuletnich pracach przygotowawczych w zakładzie mieszczącym się w Niżnym Nowogrodzie rozpoczęto przed seryjną, testową produkcję modelu GAZ Wołga Siber. Do produkcji seryjnej model ten skierowany został 25 lipca 2008 roku. 
Do napędu modelu "Wołga Siber" przewidziano dwie jednostki napędowe. Pierwszą z nich jest benzynowy silnik 2.0 16V o pojemności skokowej 1996 cm³ i mocy 141 KM. Auto wyposażone w ten silnik oferowane było w wersji wyposażeniowej "Comfort" z 5-biegową manualną skrzynią biegów. Drugim silnikiem jest benzynowa jednostka 2.4 16V o pojemności 2429 cm³ i mocy 143 KM, która początkowo wyposażona była wyłącznie w 4-biegową automatyczną przekładnią, a od kwietnia 2010 roku również w 5-biegową skrzynię manualną. Z tym silnikiem Wołga Siber sprzedawana była w wersji podstawowej "Comfort" lub bogatszej "Lux". Ze względu na niski popyt na ten model produkcję zakończono 31 października 2010 roku. Łącznie wyprodukowano 8952 egzemplarze.

## Wersje wyposażeniowe
- Comfort
- Lux

Standardowo pojazd wyposażony był m.in. w dwie poduszki powietrzne, ABS, klimatyzację, układ kontroli trakcji oraz system audio.